# Битка при Име
Битката при Имае през 272 г. е една от двете големи победи на римския император Аврелиан срещу Палмирската империя и нейния командир Забдас, редом с битката при Емеса. Провежда се източно от град Антиохия. Битката е кавалерийска. С нея римският владетел показва, че е един от най-опитните кавалерийни командири на времето си.

## Предистория
През 270 г. римски император става Аврелиан. След като разбива алеманите, които заплашват да нахлуят в Италия, той обръща вниманието си към отделилите се източни провинции – т.нар. „Палмирска империя“.